# Telde
Telde è un comune spagnolo di 98 399 abitanti (2007) situato nella comunità autonoma delle Canarie sull'isola di Gran Canaria.
In buona parte dell'area comunale, poco a sud della capitale Las Palmas, si trova l'aeroporto isolano e un'importante area commerciale lungo l'autostrada che collega la capitale al sud turistico dell'isola.

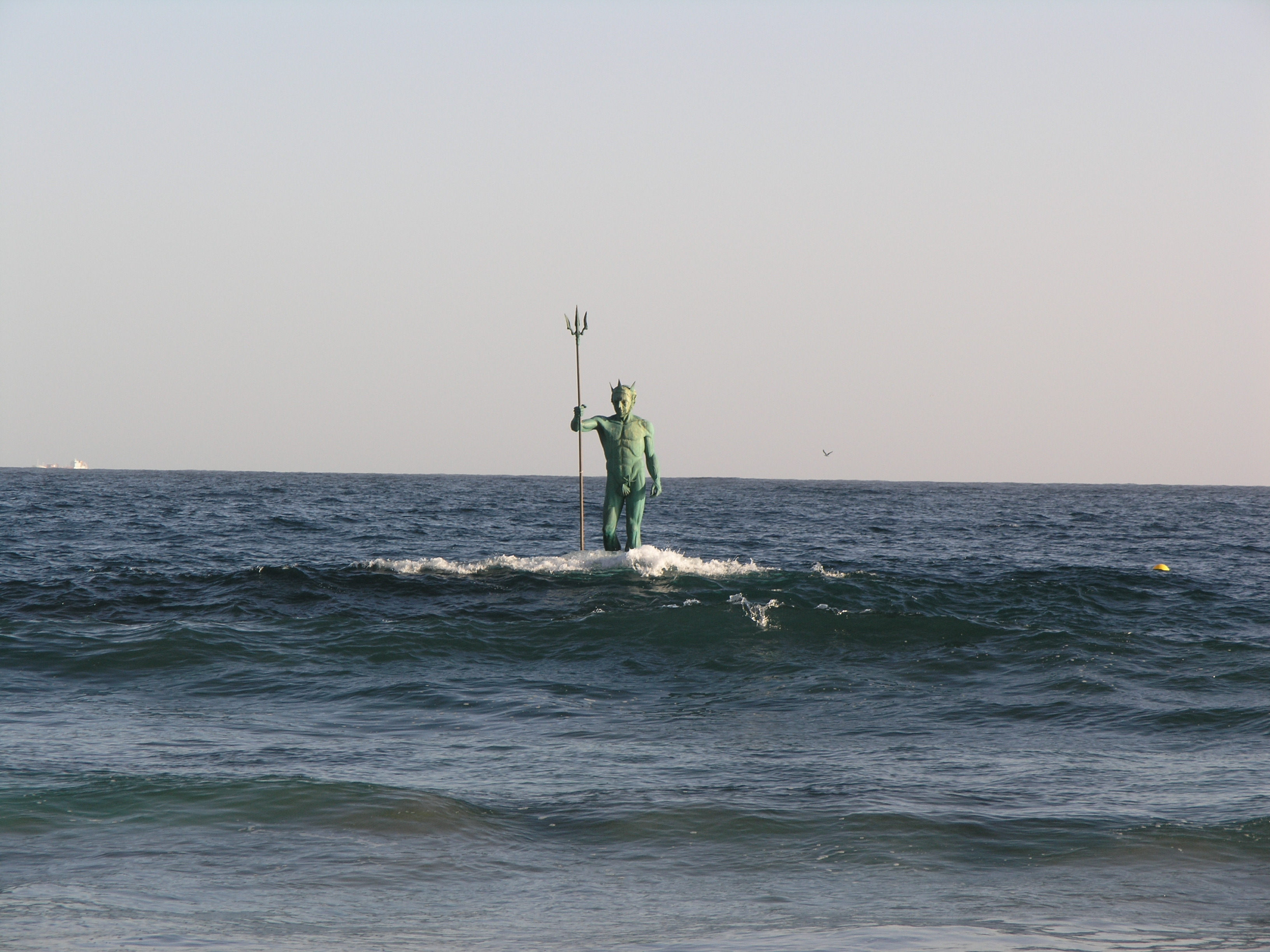
Statua di Nettuno nel mare della spiaggia di Melenara

## Monumenti e luoghi di interesse
Nella spiaggia di Melenara si trova un'imponente scultura del dio Nettuno, alta 4,20 metri e posizionata in mezzo al mare.
Nel territorio comunale è ubicato il sito archeologico di Tara, dove è stato rinvenuto l'omonimo idolo.